# Bathypterois phenax
Bathypterois phenax är en fiskart som beskrevs av Parr 1928. Bathypterois phenax ingår i släktet Bathypterois och familjen Ipnopidae. Inga underarter finns listade.